# Zelena krastača
Zelena krastača (lat. Bufo viridis) je vrsta žabe iz roda Bufo. Ovaj pripadnik skupine vodozemaca poznat je po mnogim imenima od kojih se svako odnosi na njenu ne baš ugodnu vanjštinu. Poznata je i pod nazivom žaba krastača. 
Rasprostranjena je gotovo u cijeloj srednjoj, južnoj i istočnoj Europi. Sjeverna joj je granica rasprostranjenosti u visini Danske i južne Švedske. Izvan Europe je rasprostranjena u sjevernoj Africi i Aziji do Himalaja, Tibeta i Mongolije. Nastanjuje staništa u rasponu od močvara i šuma, preko stepe do polupustinja i pustinja. Može se naći i u staništima s jakim ljudskim utjecajem kao što su parkovi, gradska središta vrtovi i polja. Za razmnožavanje prihvaća čitav raspon stalnih i privremenih, najčešće plićih, vodenih tijela. Samo za vrijeme sezone parenja može se naći u blizini vode.

## Opis
Naraste do 12 cm duljine. Ženke su veće od mužjaka. Dosta je neugledna, nezgrapna i neskladna. Koža joj je svjetle boje, s jasno izraženim tamnim zelenim mrljama. Posuta je kvrgama i bradavicama. Kod mužjaka je gornja strana tijela tamnosiva sa svijetlozelenim mrljama ili svijetlosiva s tamno zelenim mrljama kod ženki. Osim toga kod oba je spola koža s gornje strane posuta crvenim bradavicama. Donja je strana tijela bijele boje, i pri kraju trupa prelazi u sivu sa sitnim tamnim mrljama. Mužjaci imaju vokalnu vrećicu ispod grla. Ženka zelene krastače ima jasne zelene šare na bijeloj podlozi i hrapavu bradavičastu kožu. Kod ove žabe su oči srebrnastozlatne boje, te imaju vodoravnu zjenicu. Iza očiju nalaze se uočljive nakupine otrovnih žlijezda u obliku kratke pruge.
Prvi prst prednjih nogu je duži od drugoga, pa je zato u kretanju nespretna. Ova žaba zbog toga ne može izvoditi majstorske kao njoj srodne vrste.  U vrijeme parenja oba ova prsta kod mužjaka dobivaju hrapava kožna ispupčenja. Pri osnovi šake nalaze se dva kožna jastučića, od kojih je unutarnji dvostruko manji. Za razliku od ostalih žaba, većinom je stanovnik kopna, a u vodu zalazi samo kad se pari i odlaže jaja. Ima jedva zamjetljive plivaće kožice među prstima, što govori o tome da u vodi nije okretan plivač. Na stopalima zadnjih nogu nalaze se uzdužni kožni nabori koji se pružaju od pete do osnove palca. Prsti zadnjih nogu su pri osnovi spojeni opnama, od prvog do četvrtog postupno su sve duži, dok je peti nešto kraći od trećeg.  

## Način života
Danju se skriva pod kamenjem, u pukotinama stijena i podzemnim rupama. Nema posebnog staništa, može se naći čak i u slatinama.  Noćna je životinja, po danu miruje negdje u sjeni kakvog grma, ispod kamena i slično, odnosno ondje gdje ima imalo vlage, a predvečer odlazi u lov. Osobito rado dolazi u vrtove koji se zalijevaju, jer tu nalazi vlagu i dovoljno hrane. 

## Razmnožavanje
Nepovoljno zimsko razdoblje, od listopada do travnja, žabe krastače provedu zakopane u zemlji. Ako su vremenske prilike povoljne, u proljeće se iskopavaju iz zemlje prilično rano, već krajem veljače ili početkom ožujka. Kao i kod svih žaba, mužjaci se udružuju u doba parenja u pjevačke zborove. No dok se većina žaba može podičiti grlatom pjesmom, ovi ne pjevaju baš lijepo, premda i oni jako napnu mjehur na guši, ali iz njega izlazi samo drhtav zvuk, nalik na zvižduk. Tim glasanjem privlače ženke
Nakon izlaska iz skrovišta odmah traže vode stajaćice u kojima ih se skuplja veći broj i gdje dolazi do parenja. Pare se obično u drugoj polovici travnja ili početkom svibnja, a često i kasnije, do kraja lipnja. Nakon parenja ženke polažu veliki broj jaja, nekoliko tisuća njih u dugim sluzavim nizovima, dugim do 3-4 metra. Crnosmeđa jaja su u dugačkim trakama omotanim oko vodene vegetacije ili položenim na dno, najčešće poslagana u dva reda. Mužjak oplođuje jaja. 
Pri povoljnim uvjetima mladi punoglavci se razvijaju vrlo brzo i obično nakon 3-4 dana napuštaju jaja. Punoglavci su repati i beznogi, a dišu škrgama poput riba. Punoglavci su sitni, smeđi, crni, sivi ili svjetlosivi. Mogu imati metalni odsjaj. Gornji rub peraje započinje na samom kraju čunjastog tijela. U obliku punoglavaca u vodi se zadržavaju oko 3 mjeseca, nakon čega započinje proces preobrazbe. Najprije im počinju rasti stražnje noge, a rep postupno zakržljava. 
U ovisnosti o vremenskim prilikama, otprilike u svibnju ili lipnju, a najkasnije u srpnju razvijaju se male žabice, duge oko 15 mm koje odmah napuštaju vodu i izlaze na kopno. Crne su boje, još imaju ostatak repa, ali su im se razvila pluća, jer škrge posve nestaju. Sasvim su slične odraslima samo što su, za razliku od njih pretežno dnevne životinje. Odrasle zelene krastače ostaju u vodi duže vremena i poslije parenja. Te žabe spolnu zrelost dostižu za oko 3 godine. Dožive 7-10 godina u prirodi.

## Ishrana i prirodni neprijatelji
Hrani se na tlu, raznim vrstama kukaca i beskralježnjaka, uglavnom šturcima, brašnarima, malim leptirima, kornjašima, moljcima, gusjenicama i puževima. Osobito velik dio prehrane odraslih čine mravi. Ličinke su biljojedne, te se hrane algama i vodenim biljem, ali jedu i mikroskopske životinje. Ličinke su hrana ličinkama vodenih kukaca, vodenim kukcima, vodenjacima, gmazovima, pticama i malim sisavcima. Odrasli su dio prehrane mnogih vrsta gmazova, ptica i sisavaca.